# Auszahlungsvoraussetzung
Auszahlungsvoraussetzungen gehören im Bankwesen zu den Bedingungen eines Kreditvertrages und regeln, wann ein Kredit dem Kreditnehmer zur Verfügung gestellt (ausgezahlt) werden kann. 

## Allgemeines
Die Auszahlung (oder Valutierung) ist bankrechtlich die wichtigste Vertragspflicht der Bank und bankbetrieblich der eigentliche Beginn des Kreditrisikos, so dass bis zu jenem Zeitpunkt die im Kreditvertrag vorgesehenen Kreditbedingungen erfüllt sein müssen. Die Auszahlung kann ein physischer Vorgang sein, wenn die Kreditmittel durch Barauszahlung oder Gutschrift von Buchgeld zur Verfügung gestellt werden (etwa beim Darlehen) oder ein immaterieller Akt durch Freigabe einer Kreditlinie (etwa beim Kontokorrentkredit). Zudem ist die Auszahlung aus Banksicht das wesentlichste Druckmittel, das den Kreditnehmer zur Erfüllung der Voraussetzungen bewegen kann. Der Kreditgeber ist in der Regel zur Auszahlung des Kreditbetrags erst und nur dann bereit, wenn bestimmte elementare Voraussetzungen auf Seiten des Kreditnehmers erfüllt sind.

## Rechtsfragen
Kredite können ohne Erfüllung der Auszahlungsvoraussetzungen durch den Kreditnehmer oder Dritte nicht ausgezahlt werden. Diese Abhängigkeit der Auszahlung von der Einreichung der geforderten Unterlagen und Dokumente wird rechtstechnisch meist durch eine aufschiebende Bedingung im Kreditvertrag erreicht (§ 158 Abs. 1 BGB), so dass mit deren Erfüllung automatisch die Bank zur Auszahlung verpflichtet ist. Korrespondierend zur Auszahlungsverpflichtung des Kreditgebers entsteht beim Kreditnehmer ein Anspruch auf Auszahlung, der selbstständig abtretbar/verpfändbar oder pfändbar ist (§§ 398 ff. BGB). Dieser temporäre Anspruch wird etwa bei Zwischenfinanzierungen genutzt, bei denen sich die zwischenfinanzierenden Banken den Auszahlungsanspruch gegen den Endfinanzierer abtreten lassen. Da der Kreditvertrag nach § 488 Abs. 1 BGB ein Konsensualvertrag ist, der durch übereinstimmende Willenserklärungen von Kreditnehmer und Kreditgeber zustande kommt, stellen die vom Kreditnehmer zu erfüllenden Auszahlungsvoraussetzungen eine Vertragspflicht dar, deren Nichterfüllung ein Rücktrittsrecht des Kreditgebers auslöst (§ 323 Abs. 1 BGB). Er muss für einen Rücktritt dem Kreditnehmer eine Nacherfüllungsfrist einräumen.

## Einzureichende Dokumente
Zu den Auszahlungsvoraussetzungen gehört die abgeschlossene Identprüfung und Legitimationsprüfung (bei Unternehmen durch Gesellschaftsvertrag und Handelsregisterauszug, bei natürlichen Personen durch amtlichen Ausweis), der rechtsverbindlich unterzeichnete Kreditvertrag, rechtswirksam bestellte Kreditsicherheiten (Sicherungsvertrag) und zusätzliche Beleihungsunterlagen. Zu letzteren gehören etwa die Eintragung der Grundpfandrechte an vereinbarter Rangstelle im Grundbuch oder Rangbescheinigung bei Auszahlung vor Eintragungsnachweis, Kaufverträge, Jahresabschlüsse oder Einkommensnachweise.
Durch § 10 Abs. 1 GwG sind Kreditinstitute verpflichtet, Angaben zur Person des Kreditnehmers zu erheben und dessen Identität zu überprüfen. Nach § 11 Abs. 4 GwG erstreckt sich die Identitätsfeststellung auf Name, Geburtsort, Geburtsdatum, Staatsangehörigkeit und Wohnanschrift. Diese Angaben müssen durch einen gültigen amtlichen Ausweis, der ein Lichtbild des Inhabers enthält und mit dem die Pass- und Ausweispflicht im Inland erfüllt wird, insbesondere anhand eines inländischen oder nach ausländerrechtlichen Bestimmungen anerkannten oder zugelassenen Passes, Personalausweises oder Pass- oder Ausweisersatzes verifiziert werden. Bei juristischen Personen oder Personengesellschaften ist der Auszug aus dem Handels- oder Genossenschaftsregister oder einem vergleichbaren amtlichen Register oder Verzeichnis anzufordern. 

## International
Die Loan Market Association (LMA) unterscheidet in ihren Standardverträgen zwischen „conditions precedent“, „representations and warranties“ und  „Covenants“:
- Die „conditions precedent“ sind die Auszahlungsvoraussetzungen im engeren Sinne. Zu unterscheiden sind die „conditions precedent prior to first drawdown“ (Auszahlungsbedingungen vor der ersten Auszahlung) und die „conditions precedent to each drawdown“ (bei jeder folgenden Auszahlung). Letztere müssen bei mehreren Teilauszahlungen wiederholt erfüllt werden. Der Kreditgeber verlangt durch ein Rechtsgutachten („legal opinion“) die Bestätigung über die rechtliche Existenz des Kreditnehmers und seine Befugnis, Kreditverträge schließen zu können sowie die verbindliche Unterzeichnung des Kreditvertrags. Ihre Erfüllung durch den Kreditnehmer löst die Auszahlungsverpflichtung der Bank aus.
- „representations and warranties“ sind eine Vielzahl von Erklärungen und Zusicherungen von Tatsachen und der Einhaltung aller relevanten Gesetze, auf deren Basis die Bank sich zur Auszahlung bereiterklärt.[3] Sie sind sehr weitgehend gefasst, da sie vom Kreditnehmer die Einhaltung aller erdenklichen Gesetze verlangen. Die „representations“ sind Zusicherungen über bestehende rechtliche und wirtschaftliche Tatsachen (status quo), die vor einer Auszahlung erfüllt sein müssen, „repeating representations“ wiederum sind bei jeder weiteren Auszahlung zu wiederholen. „Warranties“ hingegen betreffen Verhaltenspflichten, die während der Kreditlaufzeit vom Kreditnehmer künftig einzuhalten sind. Ihre Nichteinhaltung („misrepresentation“) löst einen Kündigungsgrund der Bank aus.
- „Covenants“ sind vertragliche Zusicherungen des Kreditnehmers, während der Kreditlaufzeit bestimmte Bedingungen zu erfüllen oder bestimmte Handlungen zu unterlassen.